# Montù Beccaria
Montù Beccaria é uma comuna italiana da região da Lombardia, província de Pavia, com cerca de 1.685 habitantes. Estende-se por uma área de 15 km², tendo uma densidade populacional de 112 hab/km². Faz fronteira com Bosnasco, Canneto Pavese, Castana, Montescano, Rovescala, San Damiano al Colle, Santa Maria della Versa, Stradella, Zenevredo.

## Demografia
| Variação demográfica do município entre 1861 e 2011                               |
|                                                                                   |
| Fonte: Istituto Nazionale di Statistica (ISTAT) - Elaboração gráfica da Wikipedia |